# Louis Vuitton Cup 2024
La Louis Vuitton Cup 2024 è stata la 10ª edizione della Louis Vuitton Cup e la 15ª di un torneo di selezione del challenger per l'America's Cup. I britannici di Ineos Britannia si sono aggiudicati la competizione battendo Luna Rossa in finale per 7-4. Le regate si sono tenute a Barcellona e le imbarcazioni utilizzate sono state i monoscafi foiling AC75.

## Formula
La formula prevede una serie di regate preliminari le quali non assegnano punti utili alla competizione. Queste regate hanno visto i sindacati sfidarsi ufficialmente e per la prima volta con i nuovi AC75 di seconda generazione.
Si disputa quindi un doppio round robin (girone all'italiana), dove ogni squadra affronta le altre cinque per due volte. Le prime quattro classificate si qualificano alle semifinali, la prima classificata può decidere chi affrontare. Per questa edizione anche il defender (Team New Zealand) ha preso parte a questa prima fase, seppur fuori classifica.
Le semifinali sono al meglio delle 9 regate (occorre vincerne 5 per accedere alla finale). La finale è, invece, al meglio delle 13 regate. Il team vincitore della competizione acquisisce il diritto di sfidare Emirates Team New Zealand per l’assegnazione dell'America's Cup 2024.

## Squadre partecipanti
| Club                       | Circolo della vela               | Nazione       | Timonieri                                    |
| -------------------------- | -------------------------------- | ------------- | -------------------------------------------- |
| American Magic             | New York Yacht Club              | Stati Uniti   | Tom Slingsby, Paul Goodison, Lucas Calabrese |
| Ineos Team UK              | Royal Yacht Squadron             | Regno Unito   | Ben Ainslie, Dylan Fletcher                  |
| Luna Rossa                 | Circolo della Vela Sicilia       | Italia        | James Spithill, Francesco Bruni              |
| Alinghi                    | Société nautique de Genève       | Svizzera      | Arnaud Psarofaghis, Maxime Bachelin          |
| Orient Express Racing Team | Société nautique de Saint-Tropez | Francia       | Quentin Delapierre, Kevin Peponnet           |
| Emirates Team New Zealand  | New Zealand Yacht Squadron       | Nuova Zelanda | Peter Burling, Nathan Outteridge             |

## Regate preliminari
Le regate preliminari a Barcellona si sono svolte dal 22 al 25 agosto. Dopo gli eventi di Vilanova i La Geltrú (14-17 settembre 2023, vinto da American Magic) e Gedda (29 novembre - 2 dicembre 2023, vinto da Team New Zealand) disputati sugli AC40, per la prima volta i team si sono sfidati con gli AC75. L'evento ha previsto un girone singolo e una finale secca tra il primo e il secondo classificato. I punti assegnati in questa competizione sono ininfluenti ai fini della classifica della Louis Vuitton Cup.

### Girone
|   | Squadra                    | V | P | P.ti |
| - | -------------------------- | - | - | ---- |
| 1 | Team New Zealand           | 4 | 1 | 4    |
| 2 | Luna Rossa                 | 4 | 1 | 4    |
| 3 | American Magic             | 3 | 2 | 3    |
| 4 | Ineos Britannia            | 2 | 3 | 2    |
| 5 | Alinghi                    | 1 | 4 | 1    |
| 6 | Orient Express Racing Team | 1 | 4 | 1    |

### Finale
La finale ha visto Team New Zealand  prevalere su Luna Rossa, aggiudicandosi l'evento.

## Round robin
Le regate dei round robin si sono tenute dal 29 agosto al 9 settembre 2024. Questa fase ha visto gli inglesi di Ineos Britannia conquistare il primo posto della classifica, nonostante il quarto posto ottenuto nelle regate preliminari.
Emirates Team New Zealand, il defender, è stata la squadra a vincere più regate, seppur ininfluenti ai fini della classifica round robin in quanto già qualificata per l'America's Cup 2024.
Orient Express Racing Team, all'ultimo posto della classifica dopo il doppio girone, è stato eliminato dalla competizione.

### Classifica
| Pos. | Squadra                    | V      | P      | P.ti | Qualificazione                                  |
| ---- | -------------------------- | ------ | ------ | ---- | ----------------------------------------------- |
| 1    | Ineos Britannia            | 6 (+1) | 2 (+1) | 6    | Avanza alle Semifinali                          |
| 2    | Luna Rossa                 | 6 (+1) | 2 (+1) | 6    | Avanza alle Semifinali                          |
| 3    | American Magic             | 4      | 4 (+2) | 4    | Avanza alle Semifinali                          |
| 4    | Alinghi                    | 3      | 5 (+2) | 3    | Avanza alle Semifinali                          |
| 5    | Orient Express Racing Team | 1      | 7 (+2) | 1    | Eliminato                                       |
|      |                            |        |        |      |                                                 |
| FC   | Team New Zealand           | 8      | 2      | #    | Qualificato direttamente all'America's Cup 2024 |

Fonte: Sito ufficiale

### Round Robin 1
|   | Entrata a sinistra         | Entrata a dritta          | Vento    | Tempi          | Campo di regata | Cancelli |
| - | -------------------------- | ------------------------- | -------- | -------------- | --------------- | -------- |
| 1 | Orient Express Racing Team | Alinghi                   | 7-9 nodi | 24'55" +00'24" | C               | 6        |
| 2 | Luna Rossa Prada Pirelli   | Emirates Team New Zealand | 7-9 nodi | 21'07" +00'12" | C               | 6        |
| 3 | Ineos Team UK              | American Magic            | 7-9 nodi | 24'16" +00'14" | C               | 6        |
| 4 | Orient Express Racing Team | Luna Rossa Prada Pirelli  | 7-9 nodi | 23'20" +01'24" | C               | 6        |

|   | Entrata a sinistra        | Entrata a dritta | Vento    | Tempi         | Campo di regata | Cancelli |
| - | ------------------------- | ---------------- | -------- | ------------- | --------------- | -------- |
| 1 | American Magic            | Alinghi          | 6-8 nodi | 31'54" +2'58" | C               | 4        |
| 2 | Emirates Team New Zealand | Ineos Team UK    | 6-8 nodi | Ritiro        | C               | /        |

|   | Entrata a sinistra         | Entrata a dritta           | Vento    | Tempi          | Campo di regata | Cancelli |
| - | -------------------------- | -------------------------- | -------- | -------------- | --------------- | -------- |
| 1 | Luna Rossa Prada Pirelli   | American Magic             | 7-9 nodi | 22'17" +00'24" | C               | 6        |
| 2 | Emirates Team New Zealand  | Orient Express Racing Team | 7-9 nodi | Ritiro         | C               | /        |
| 3 | Alinghi                    | Ineos Team UK              | 6-8 nodi | 26'05" +01'25" | C               | 6        |
| 4 | Orient Express Racing Team | American Magic             | 6-8 nodi | 22'48" DNF     | C               | 6        |
| 5 | Ineos Team UK              | Luna Rossa Prada Pirelli   | 6-8 nodi | 21'28" +01'24" | C               | 6        |

|   | Entrata a sinistra | Entrata a dritta           | Vento      | Tempi          | Campo di regata | Cancelli |
| - | ------------------ | -------------------------- | ---------- | -------------- | --------------- | -------- |
| 1 | Alinghi            | Emirates Team New Zealand  | 9-10 nodi  | DSQ            | C               | /        |
| 2 | Ineos Team UK      | Orient Express Racing Team | 9-10 nodi  | 22'57" +00'16" | C               | 6        |
| 3 | Alinghi            | Luna Rossa Prada Pirelli   | 10-13 nodi | 22'08" +00'26" | C               | 6        |
| 4 | American Magic     | Emirates Team New Zealand  | 9-10 nodi  | 24'10" +00'29" | C               | 6        |

### Round Robin 2
|   | Entrata a sinistra        | Entrata a dritta           | Vento      | Tempi          | Campo di regata | Cancelli |
| - | ------------------------- | -------------------------- | ---------- | -------------- | --------------- | -------- |
| 1 | Alinghi                   | Orient Express Racing Team | 12-15 nodi | 21'42" +01'10" | F               | 6        |
| 2 | Emirates Team New Zealand | Luna Rossa Prada Pirelli   | 8-15 nodi  | DSQ            | F               | 6        |

|   | Entrata a sinistra         | Entrata a dritta           | Vento     | Tempi          | Campo di regata | Cancelli |
| - | -------------------------- | -------------------------- | --------- | -------------- | --------------- | -------- |
| 1 | American Magic             | Ineos Team UK              | 8-10 nodi | 24'07" +0'13"  | A               | 6        |
| 2 | Luna Rossa Prada Pirelli   | Orient Express Racing Team | 8-10 nodi | 21'57" +01'02" | A               | 6        |
| 3 | Ineos Team UK              | Emirates Team New Zealand  | 8-10 nodi | 24'20" +03'02" | A               | 6        |
| 4 | Alinghi                    | American Magic             | 8-10 nodi | 21'35" +0'38"  | A               | 6        |
| 5 | Orient Express Racing Team | Emirates Team New Zealand  | 8-10 nodi | 23'43" DNF     | A               | 6        |

|   | Entrata a sinistra        | Entrata a dritta           | Vento      | Tempi         | Campo di regata | Cancelli |
| - | ------------------------- | -------------------------- | ---------- | ------------- | --------------- | -------- |
| 1 | American Magic            | Luna Rossa Prada Pirelli   | 10-12 nodi | 23'24" +0'22" | A               | 6        |
| 2 | Ineos Team UK             | Alinghi                    | 13-15 nodi | 20'39" +0'53" | A               | 6        |
| 3 | Luna Rossa Prada Pirelli  | Ineos Team UK              | 15-17 nodi | 21'43" +0'25" | A               | 6        |
| 4 | American Magic            | Orient Express Racing Team | 15-17 nodi | 22'23" +0'15" | A               | 6        |
| 5 | Emirates Team New Zealand | Alinghi                    | 13-15 nodi | 21'36" +0'38" | A               | 6        |

|   | Entrata a sinistra         | Entrata a dritta | Vento    | Tempi         | Campo di regata | Cancelli |
| - | -------------------------- | ---------------- | -------- | ------------- | --------------- | -------- |
| 1 | Orient Express Racing Team | Ineos Team UK    | 7-9 nodi | 23'00" +1'11" | B               | 6        |
| 2 | Luna Rossa Prada Pirelli   | Alinghi          | 7-9 nodi | DSQ           | B               | /        |
| 3 | Emirates Team New Zealand  | American Magic   | 7-9 nodi | 22'25" +2'37" | B               | 6        |

### Spareggio
Per decretare il vincitore della fase round robin si è resa necessaria una regata di spareggio tra i primi due team, arrivati a pari merito. Ineos Team UK ha avuto la meglio su Luna Rossa, acquisendo il diritto di scegliere l'avversario per le semifinali.
|   | Entrata a sinistra | Entrata a dritta         | Vento    | Tempi         | Campo di regata | Cancelli |
| - | ------------------ | ------------------------ | -------- | ------------- | --------------- | -------- |
| 1 | Ineos Team UK      | Luna Rossa Prada Pirelli | 7-9 nodi | 22'12" +0'42" | B               | 6        |

1. ↑  Team New Zealand non ha preso parte alle regate in seguito a un danneggiamento dell'imbarcazione occorso in fase di rimessaggio.[13]
2. 1 2  Orient Express ha riscontrato problemi tecnici ai foil che hanno causato il ritiro del team dalla regata 2 e l'abbandono della regata 4.
3. ↑  Alinghi è incorso in una squalifica nella regata 1 a causa di un'avaria alla randa che ha impedito all'equipaggio di presentarsi per tempo in zona di partenza.[14]
4. ↑  Team New Zealand si è ritirato dalla regata 2 durante l'ultimo lato causa maltempo, Luna Rossa, in significativo vantaggio, ha ottenuto la vittoria. Le altre regate previste per la giornata sono state rinviate a causa delle condizioni meteo avverse.[15]
5. ↑  Le regate previste per il giorno 4 settembre sono state posticipate al 5 (giorno di riserva) causa condizioni meteo avverse.[16]
6. ↑  Le regate previste per il giorno 8 settembre sono state posticipate al 9 causa condizioni meteo avverse.[17]
7. ↑  Luna Rossa non ha iniziato la regata 2 per problemi idraulici ai foil.[18]

## Semifinali e finale
Le semifinali si sono disputate dal 14 al 19 settembre 2024, al meglio delle 9 regate. 
Gli inglesi di Ineos Britannia hanno scelto di sfidare Alinghi in semifinale. L'altro accoppiamento è risultato, pertanto, Luna Rossa-American Magic. Gli inglesi hanno battuto gli elvetici 5-2, Luna Rossa ha avuto la meglio contro gli americani per 5-3.
La finale si è svolta dal 26 settembre al 4 ottobre 2024, al meglio delle 13 regate tra Ineos Britannia e Luna Rossa. Gli inglesi si sono imposti per 7-4, aggiudicandosi la competizione e qualificandosi per il match di Coppa America dopo 60 anni dall'ultima volta.

### Tabellone
|  | Semifinali | Semifinali     | Semifinali |            |               | Finale        | Finale | Finale |  |
|  |            |                |            |            |               |               |        |        |  |
|  | 1          | Ineos Team UK  | 5          |            |               |               |        |        |  |
|  | 1          | Ineos Team UK  | 5          |            |               |               |        |        |  |
|  | 4          | Alinghi        | 2          |            |               |               |        |        |  |
|  | 4          | Alinghi        | 2          |            | Ineos Team UK | Ineos Team UK | 7      |        |  |
|  |            |                |            |            | Ineos Team UK | Ineos Team UK | 7      |        |  |
|  |            |                | Luna Rossa | Luna Rossa | 4             |               |        |        |  |
|  | 2          | Luna Rossa     | Luna Rossa | Luna Rossa | 4             | 5             |        |        |  |
|  | 2          | Luna Rossa     |            |            |               |               |        |        |  |
|  | 3          | American Magic | 3          |            |               |               |        |        |  |

### Semifinali
|   | Entrata a sinistra       | Entrata a dritta         | Vento      | Tempi         | Campo di regata | Cancelli |        | P      | 1      | 2      | 3      | 4      | 5      | A |
| - | ------------------------ | ------------------------ | ---------- | ------------- | --------------- | -------- | ------ | ------ | ------ | ------ | ------ | ------ | ------ | - |
| 1 | Luna Rossa Prada Pirelli | American Magic           | 9-11 nodi  | 22'12" +0'07" | B               | 6        | -0'01" | -0'01" | -0'20" | -0'16" | -0'04" | -0'22" | -0'07" |   |
| 2 | Alinghi                  | Ineos Team UK            | 10-12 nodi | 23'32" +2'05" | B               | 6        | -0'01" | -0'11" | -0'28" | -0'42" | -1'24" | -1'21" | -2'05" |   |
| 3 | American Magic           | Luna Rossa Prada Pirelli | 9-11 nodi  | 24'26" +0'18" | B               | 6        | -0'01" | -0'10" | -0'06" | -0'20" | -0'14" | -0'13" | -0'18" |   |
| 4 | Ineos Team UK            | Alinghi                  | 10-12 nodi | 20'33" +1'37" | B               | 6        | -0'10" | -0'18" | -1'22" | -1'20" | -1'34" | -1'39" | -1'37" |   |

|   | Entrata a sinistra       | Entrata a dritta         | Vento      | Tempi         | Campo di regata | Cancelli |        | P      | 1      | 2      | 3      | 4      | 5      | A |
| - | ------------------------ | ------------------------ | ---------- | ------------- | --------------- | -------- | ------ | ------ | ------ | ------ | ------ | ------ | ------ | - |
| 1 | American Magic           | Luna Rossa Prada Pirelli | 12-15 nodi | 22'29" +0'26" | B               | 6        | -0'01" | -0'16" | -0'15" | -0'30" | -0'23" | -0'32" | -0'26" |   |
| 2 | Ineos Team UK            | Alinghi                  | 12-15 nodi | 22'31" +2'20" | B               | 6        | -0'33" | -1'19" | -1'31" | -1'40" | -1'47" | -2'02" | -2'20" |   |
| 3 | Luna Rossa Prada Pirelli | American Magic           | 14-17 nodi | 22'50" +0'02" | B               | 6        | -0'01" | -0'06" | -0'11" | -0'11" | -0'08" | -0'03" | -0'02" |   |
| 4 | Alinghi                  | Ineos Team UK            | 15-18 nodi | 22'23" +0'48" | B               | 6        | -0'01" | -0'15" | -0'21" | -0'36" | -0'41" | -0'48" | -0'48" |   |

|   | Entrata a sinistra       | Entrata a dritta | Vento     | Tempi      | Campo di regata | Cancelli |        | P      | 1      | 2      | 3                   | 4                      | 5                      | A |
| - | ------------------------ | ---------------- | --------- | ---------- | --------------- | -------- | ------ | ------ | ------ | ------ | ------------------- | ---------------------- | ---------------------- | - |
| 1 | Alinghi                  | Ineos Team UK    | 6-9 nodi  | 41'22" DNF | B               | 5        | -0'01" | -0'17" | -1'10" | -8'43" | Svizzera (bandiera) | —                      | Svizzera (bandiera)    |   |
| 2 | Luna Rossa Prada Pirelli | American Magic   | 7-10 nodi | 26'45" DNF | B               | 6        | -0'02" | -0'17" | -0'17" | -0'03" | -0'01"              | Stati Uniti (bandiera) | Stati Uniti (bandiera) |   |

|   | Entrata a sinistra | Entrata a dritta         | Vento     | Tempi         | Campo di regata | Cancelli |        | P      | 1      | 2      | 3                      | 4                      | 5                      | A |
| - | ------------------ | ------------------------ | --------- | ------------- | --------------- | -------- | ------ | ------ | ------ | ------ | ---------------------- | ---------------------- | ---------------------- | - |
| 1 | Ineos Team UK      | Alinghi                  | 7-10 nodi | 22'32" +1'23" | C               | 6        | -0'01" | -0'06" | -1'01" | -1'01" | -1'25"                 | -1'03"                 | -1'23"                 |   |
| 2 | American Magic     | Luna Rossa Prada Pirelli | 6-9 nodi  | 27'18" DSQ    | C               | 4        | -0'01" | -0'47" | -0'00" | -2'50" | —                      | —                      | Stati Uniti (bandiera) |   |
| 3 | Ineos Team UK      | Alinghi                  | 7-10 nodi | 23'47" +1'10" | C               | 6        | -0'03" | -0'25" | -0'31" | -0'50" | -0'39"                 | -1'20"                 | -1'10"                 |   |
| 4 | American Magic     | Luna Rossa Prada Pirelli | 6-10 nodi | 22'02" DNF    | C               | 6        | -0'01" | -0'07" | -0'04" | -0'08" | Stati Uniti (bandiera) | Stati Uniti (bandiera) | Stati Uniti (bandiera) |   |

|   | Entrata a sinistra       | Entrata a dritta | Vento     | Tempi         | Campo di regata | Cancelli |        | P      | 1      | 2      | 3      | 4      | 5      | A |
| - | ------------------------ | ---------------- | --------- | ------------- | --------------- | -------- | ------ | ------ | ------ | ------ | ------ | ------ | ------ | - |
| 1 | Luna Rossa Prada Pirelli | American Magic   | 9-12 nodi | 22'56" +1'01" | B               | 6        | -0'01" | -0'20" | -0'21" | -0'08" | -0'22" | -0'51" | -1'01" |   |

1. ↑  Durante il quarto lato della regata, Luna Rossa, in vantaggio di pochi metri, accusa un guasto al carrello della randa che la costringe ad abbandonare la gara.

### Finale
|   | Entrata a sinistra       | Entrata a dritta         | Vento      | Tempi         | Campo di regata | Cancelli |        | P      | 1      | 2      | 3      | 4      | 5      | 6      | 7      | A |
| - | ------------------------ | ------------------------ | ---------- | ------------- | --------------- | -------- | ------ | ------ | ------ | ------ | ------ | ------ | ------ | ------ | ------ | - |
| 1 | Luna Rossa Prada Pirelli | Ineos Team UK            | 17-21 nodi | 27'03" +0'46" | A               | 8        | -0'01" | -0'11" | -0'11" | -0'25" | -0'18" | -0'36" | -0'28" | -0'42" | -0'46" |   |
| 2 | Ineos Team UK            | Luna Rossa Prada Pirelli | 16-20 nodi | 27'25" +0'18" | A               | 8        | -0'01" | -0'07" | -0'17" | -0'07" | -0'13" | -0'10" | -0'15" | -0'17" | -0'18" |   |

|   | Entrata a sinistra       | Entrata a dritta         | Vento      | Tempi         | Campo di regata | Cancelli |        | P      | 1      | 2      | 3      | 4      | 5      | 6      | 7      | A |
| - | ------------------------ | ------------------------ | ---------- | ------------- | --------------- | -------- | ------ | ------ | ------ | ------ | ------ | ------ | ------ | ------ | ------ | - |
| 1 | Ineos Team UK            | Luna Rossa Prada Pirelli | 19-23 nodi | DSQ           | A               | —        | —      | —      | —      | —      | —      | —      | —      | —      | —      |   |
| 2 | Luna Rossa Prada Pirelli | Ineos Team UK            | 19-23 nodi | 26'38" +0'04" | A               | 8        | -0'01" | -0'04" | -0'06" | -0'06" | -0'11" | -0'19" | -0'20" | -0'06" | -0'04" |   |

Note: Delle regate previste per il 28 settembre, a causa dello scarso vento,  se ne è disputata solo una, abbandonata tuttavia per raggiungimento del limite di tempo (45 minuti) con Ineos Britannia in vantaggio. Nella regata 1 del 29 settembre Luna Rossa ha spezzato una stecca della randa a pochi minuti dalla partenza, costringendo il team al ritiro.
|   | Entrata a sinistra       | Entrata a dritta         | Vento      | Tempi         | Campo di regata | Cancelli |        | P      | 1      | 2      | 3      | 4      | 5      | 6      | 7      | A |
| - | ------------------------ | ------------------------ | ---------- | ------------- | --------------- | -------- | ------ | ------ | ------ | ------ | ------ | ------ | ------ | ------ | ------ | - |
| 1 | Luna Rossa Prada Pirelli | Ineos Team UK            | 17-19 nodi | 27'06" +0'12" | A               | 8        | -0'07" | -0'05" | -0'06" | -0'07" | -0'11" | -0'05" | -0'09" | -0'08" | -0'12" |   |
| 2 | Ineos Team UK            | Luna Rossa Prada Pirelli | 16-19 nodi | 26'56" +0'17" | A               | 8        | -0'01" | -0'04" | -0'06" | -0'12" | -0'13" | -0'17" | -0'11" | -0'19" | -0'17" |   |

|   | Entrata a sinistra       | Entrata a dritta         | Vento      | Tempi         | Campo di regata | Cancelli |        | P      | 1                      | 2                      | 3                      | 4      | 5      | 6      | 7      | A |
| - | ------------------------ | ------------------------ | ---------- | ------------- | --------------- | -------- | ------ | ------ | ---------------------- | ---------------------- | ---------------------- | ------ | ------ | ------ | ------ | - |
| 1 | Ineos Team UK            | Luna Rossa Prada Pirelli | 16-19 nodi | DSQ           | A               | —        | -0'01" | -0'01" | Regno Unito (bandiera) | Regno Unito (bandiera) | Regno Unito (bandiera) | —      | —      | —      | —      |   |
| 2 | Luna Rossa Prada Pirelli | Ineos Team UK            | 18-21 nodi | 26'32" +0'16" | A               | 8        | -0'03" | -0'12" | -0'08"                 | -0'07"                 | -0'07"                 | -0'09" | -0'12" | -0'16" | -0'16" |   |

|   | Entrata a sinistra       | Entrata a dritta         | Vento      | Tempi         | Campo di regata | Cancelli |        | P      | 1      | 2      | 3      | 4      | 5      | 6      | 7      | A |
| - | ------------------------ | ------------------------ | ---------- | ------------- | --------------- | -------- | ------ | ------ | ------ | ------ | ------ | ------ | ------ | ------ | ------ | - |
| 1 | Luna Rossa Prada Pirelli | Ineos Team UK            | 15-18 nodi | 27'35" +0'23" | D               | 8        | -0'01" | '0'02" | -0'12" | -0'09" | -0'07" | -0'15" | -0'18" | -0'13  | -0'23  |   |
| 2 | Ineos Team UK            | Luna Rossa Prada Pirelli | 16-19 nodi | 27'09" +0'08" | D               | 8        | -0'01" | -0'03" | -0'11" | -0'12" | -0'10" | -0'08" | -0'13" | -0'09" | -0'08" |   |

|   | Entrata a sinistra | Entrata a dritta         | Vento      | Tempi         | Campo di regata | Cancelli |  | P | 1 | 2 | 3 | 4 | 5 | 6 | 7 | A |
| - | ------------------ | ------------------------ | ---------- | ------------- | --------------- | -------- |  | - | - | - | - | - | - | - | - | - |
| 1 | Ineos Team UK      | Luna Rossa Prada Pirelli | 14-17 nodi | 26'46" +0'17" | B               | 8        |  |   |   |   |   |   |   |   |   |   |